# 原國人
原國人（はら くにと、1943年－　）は、日本の国文学者、元中京大学教授。『伊勢物語』など中古物語が専門。
國學院大學卒業、2002年「伊勢物語の文藝史的研究」で同大文学博士。中京大学教授、同文化科学研究所所長を歴任。

## 著書
- 『伊勢物語 成立とその世界』笠間書院　1974　笠間選書
- 『伊勢物語の原風景 愛のゆくえたずねて』有精堂出版　1985
- 『平安時代物語の研究』1997　新典社研究叢書
- 『伊勢物語の文藝史的研究』2001　新典社研究叢書
- 『物語のいでき始めのおや 『竹取物語』入門』2012　新典社選書

## 共編著
- 『教育実習のための国語科教材研究』有精堂出版　1995
- 『実践的国語科教育法 新・学習指導要領準拠』新典社　1999
- 『歴史に聞く 森鷗外論集』酒井敏共編　新典社　2000
- 『出会いの衝撃 森鴎外論集』酒井敏共編　新典社　2001
- 『彼より始まる 森鴎外論集』酒井敏共編　新典社　2004
- 『メディアの中の子ども』酒井敏、甘露純規共編著　勁草書房　2009　中京大学文化科学叢書